# 沙尔宗镇
沙尔宗镇（藏語：གསར་རྫོང་，威利转写：gsar rdzong），原为沙尔宗乡，是中华人民共和国四川省阿坝藏族羌族自治州马尔康市下辖的一个乡镇级行政单位。

## 行政区划
沙尔宗镇下辖以下地区：
沙尔宗村、哈休村、尕博村、尼市口村、从恩村、米亚足村和黑尔丫村。

## 中国传统村落
2012年，丛恩村被评为首批“中国传统村落”。